# Wichita (Kansas)
Wichita és una ciutat al Comtat de Sedgwick a l'estat de Kansas, Estats Units d'Amèrica. Segons el cens de l'any 2020 tenia 397.532 habitants i la seva àrea metropolitana 647.610 habitants. Es troba al centre-sud de Kansas, tocant el riu Arkansas.
Wichita va començar com a lloc de comerç al Chisholm Trail a la dècada de 1860 i es va convertir en ciutat el 1870. Es va convertir en una destinació per a la conducció de bestiar que viatjava al nord des de Texas fins als ferrocarrils de Kansas, guanyant-se el sobrenom de "Cowtown" ("ciutat de vaques").
A les dècades de 1920 i 1930, homes de negocis i enginyers aeronàutics van establir-hi empreses de fabricació d'avions, com Beechcraft, Cessna i Stearman Aircraft. La ciutat es va convertir en un centre de producció d'avions conegut com "La capital aèria del món". Textron Aviation, Learjet, Airbus i Boeing/Spirit AeroSystems continuen operant instal·lacions de disseny i fabricació a Wichita, i la ciutat roman un centre important de la indústria aeronàutica nord-americana. En conseqüència, hi ha uns quants aeroports com ara la base de la força aèria McConnell, l'aeroport coronel James Jabara i l'aeroport nacional Wichita Dwight D. Eisenhower, l'aeroport més gran de Kansas.

## Fills il·lustres
- Vernon Lomax Smith (1927 -) economista, Premi Nobel 'Economia de l'any 2002.
- Hattie McDaniel (1895 - 1952) actriu i cantant